# A todo corazón (telenovela)
A todo corazón es una telenovela juvenil venezolana producida por Laura Visconti Producciones para Venevisión y emitida Venevisión, quien fue distribuida internacionalmente por Sky Quest Television. Fue emitida en 1997, dirigida por Luis Manzo y protagonizada por Adrián Delgado, Lourdes Martínez, Gaby Espino, Daniela Alvarado y Juan Alfonso Baptista, y con las participaciones antagónicas de Héctor Moreno Guzmán y Betty Cabrera. Cuenta además con las actuaciones estelares de los primeros actores Esther Orjuela, Juan Manuel Montesinos, Esperanza Magaz, Amílcar Rivero, Umberto Buonocuore, Rodolfo Drago y Fernando Flores.
Se considera la teleserie juvenil más exitosa de la televisión venezolana, transmitiéndose en gran parte de América y obteniendo un éxito abrumador entre la juventud de aquella época. La serie significó el debut de la mayoría de los actores, como es el caso de Adrián Delgado, Martínez, Gaby Espino y Baptista.
A partir del martes 6 de febrero de 2018 después de 21 años, la serie es retransmitida con éxito por Venevisión durante la transmisión del programa Atómico.

## Trama
La serie cuenta las aventuras y desventuras en la vida de unos adolescentes de secundaria. Todo transcurre en un colegio privado, la calle, sus respectivos hogares, la fuente de soda y otros puntos de encuentro. Aunque la trama suele centrarse en sus protagonistas, Adrián (Adrián Delgado) y Patricia (Lourdes Martínez).
Donde Patricia vive eternamente enamorada de Adrián, pero él inesperadamente se enamora de Natalia (Gaby Espino), una chica rica que llega al colegio en el último año.

## Elenco
Marjorie De Sousa 
   Lucero Malave

| Actor                                                              | Personaje                              | Descripción de a todo corazón |
| ------------------------------------------------------------------ | -------------------------------------- | --- |
| Adrián Delgado                                                     | Adrián Rodríguez                       | Un joven soñador que quiere ser músico, pero la vida se lo pone difícil. Algunos accidentes de por medio le obligan a tomar las riendas familiares y, de paso, a vérselas entre pasiones confusas; entre dos chicas.                       |
| Lourdes Martínez                                                   | Patricia Gutiérrez                     | una joven que vive solo por el amor de Adrián, su amigo de infancia. |
| Gaby Espino                                                        | Natalia Aristiguieta                   | La chica rica que viene a entremeterse involuntariamente en la vida de Patricia y Adrián. |
| Juan A. Baptista                                                   | Elías Mujica "El Gato"                 | mujeriego inmaduro y mejor amigo de Adrián. Se enamora de Carlota la prima de Natalia, y tiene un affair con Coraima. |
| Daniela Alvarado                                                   | Melissa Rodríguez                      | hermana de Adrián. Caprichosa, inmadura, manipuladora e inconsciente chica quien se desvive por "El gato". |
| Rodolfo Drago †                                                    | Ernesto Rodríguez                      | papá de Adrián, Melissa y Danielito. Deja su familia por una amante. |
| Esther Orjuela †                                                   | Ana Cecilia                            | mamá de Adrián, Melissa y Danielito. Ama de casa y víctima de adulterio por parte de su esposo Ernesto. |
| Luis Alberto de Mozos                                              | Reinaldo Aristiguieta                  | Papá de Natalia. Clasista, opuesto al romance de su hija con Adrián. |
| Raúl Xiques                                                        | Prof. Emiliano Ortega                  | profesor del colegio "Los Próceres". Tuvo un romance juvenil con María Cristina la mamá de Natalia y esposa de Reinaldo. |
| Esperanza Magaz †                                                  | Fátima Pérez                           | conserje del colegio y abuela de Tito, Maricarmen, Claudia y Rebeca |
| Juan Manuel Montesinos †                                           | José Ramón Gutiérrez                   | abogado, papá de Patricia, Leo y esposo de Olga. |
| Martha Pabón                                                       | Olga de Gutiérrez                      | mamá de Patricia, Leo y esposa de José Ramón. De carácter explosivo y neurótica. |
| Fernando Flores †                                                  | Dir. Perfecto Aguirre                  | Director del colegio "Los Próceres". Es manipulado por el papá de Natalia, quien es accionista del colegio. |
| Cecilia Villarreal                                                 | María Cristina de Aristiguieta         | Mamá de Natalia, alcohólica y depresiva tras una frustración amorosa que tuvo en el pasado con el Prof. Ortega. Fallece durante la trama a causa de un paro cardíaco.                                                                      |
| Loly Sánchez                                                       | Sofía                                  | mamá de Erika, y amante manipuladora de Reinaldo, de quien se enamora luego de la muerte de María Cristina. |
| Héctor Moreno Guzmán                                               | Manuel Antonio Arismendi               | el malvado del grupo, solitario y frustrado por la muerte de su padre. Acosa constantemente a Patricia, y le hace la vida imposible a Adrián y a los demás.                                                                                |
| Roque Valero                                                       | Máximo Palmero                         | hermano de Laurita. Quiere estudiar Ingeniería de Sistemas y por eso se expresa figurativamente en términos informáticos. |
| Angélica Herrera †                                                 | Maricarmen Pérez                       | nieta de Fátima. Hermana de Tito, Claudia y Rebeca |
| Yerling Hostos Archivado el 5 de abril de 2016 en Wayback Machine. | Coraima López                          | Amiga de Patricia y Lorena que siempre esta tras "El Gato", aunque llegan a tener un affair. Después se enamora de Randy, el primo de Máximo.                                                                                              |
| Yessi Gravano                                                      | Lorena Sánchez                         | amiga de Patricia y Coraima, novia de Máximo. |
| Víctor Hugo Gomes                                                  | Leonardo Ramón Gutiérrez (Leo o Leito) | hijo de José Ramón y Olga, hermano de Patricia. Embaraza a Laurita (de quien se enamoró luego de ser prejuzgado por su orientación sexual tras el rechazo a la provocación de Maricarmen) y por ese motivo pierde el año por inasistencia. |
| Zywia Castrillo                                                    | Laura Palmero (Laurita)                | hermana de Máximo y mejor amiga de Melissa y Claudia. Queda embarazada de Leo. |
| Amilcar Rivero                                                     | Tiburcio Pérez (Tito)                  | nieto de Fátima, hermano de Maricarmen, Claudia y Rebeca. Atiende la fuente de soda |
| Lissange Belisario                                                 | Claudia Pérez                          | nieta de Fátima y hermana de Tito, Maricarmen y Rebeca. Mejor amiga de Melissa y Laurita. |
| Nathalia Martínez                                                  | Erika Villasmil                        | hija de Sofía, se obsesiona con Adrián el novio de Natalia. |
| Betty Cabrera                                                      | Jessica Iturriza                       | cómplice y confidente de Manuel. Al final es quien queda por fuera del acto de graduación pagando la sanción que le correspondía a Manuel, quien le arrebató su paquete de grado.                                                          |
| Mónica López Gayá                                                  | Carlota Torres Aristiguieta            | prima de Natalia. Al principio era antipática y malencarada, después se volvió buena. |
| Mimí Sills                                                         | Prof. Irene Ortiz                      | profesora de literatura del colegio "Los Próceres". |
| Umberto Buonocuore †                                               | Maximino Palmero                       | papá de Máximo y Laurita y tío de Randy. Carnicero inmigrante italiano de disciplina muy estricta y arcaica. |
| Carlos Augusto Maldonado                                           | Randolfo Palmero (Randy)               | primo de Máximo y Laurita, se enamora de Patricia. |
| Roger Teixeira                                                     | Tony Castillo                          | amigo de "El Gato" |
| Larisa Asuaje                                                      | Teresa                                 | hija del Prof. Ortega. |
| José Manuel Suárez                                                 | Daniel Rodríguez (Danielito)           | hijo de Ernesto y Ana Cecilia, hermano menor de Adrián y Melissa. |
| Leonardo Villalobos                                                | Óscar Donatelli Jr                     | hijo del dueño de la fuente de soda. Se enamora de Maricarmen. |
| Anabella Feugas                                                    | Rebeca Pérez                           | nieta de Fátima y hermana menor de Tito, Maricarmen y Claudia. |
| Mayra Africano                                                     | Rosalba                                | Amante de Ernesto. |
| María Elena Heredia                                                | Profesora de inglés                    | |
| Luis Daniel Gómez                                                  | Ezequiel "Zacky" Mora                  | Compañero de Melissa y Claudia, tildado de "nerd" y "gafo". |
| María Gabriela Páez                                                | Karina Costa                           | Amiga de Máximo. |
| Betty Ruth                                                         | Prof. Belén Chacín                     | Directora suplente del Colegio Los Próceres. De disciplina extremadamente estricta y autoritaria. Llamada "la momia azteca", "el tiranosaurio Rex", "clon de Hitler", etc.                                                                 |
| Leopoldo Regnault                                                  | Adolfo                                 | Amigo de Ana Cecilia. |

## Versiones
- En 1999 Sky Quest Television en coproducción con Antena 3, realizó la versión española de la serie con el nombre Nada es para siempre el dramático fue emitido con mucho Éxito.

- En 2015 la empresa productora Laura Visconti Producciones realizó para la cadena Televen, una adaptación de esta telenovela, con el título A puro corazón,[4][5] protagonizada por José Ramón Barreto, Michelle De Andrade, Marialex Ramírez, Karlis Romero y finalmente Eulices Alvarado como el nuevo "Gato", personaje que dio a conocer a Juan Alfonso Baptista. Adrián Delgado, quien fuera el protagonista en la versión original, fue parte del elenco en esta adaptación pero como un profesor consejero.